# Sperchon mitchelli
Sperchon mitchelli är en kvalsterart som beskrevs av Herbert Habeeb 1955. Sperchon mitchelli ingår i släktet Sperchon och familjen Sperchonidae. Inga underarter finns listade i Catalogue of Life.